# Dendrochilum plocoglottoides
Dendrochilum plocoglottoides är en orkidéart som beskrevs av Henrik Aerenlund Pedersen. Dendrochilum plocoglottoides ingår i släktet Dendrochilum och familjen orkidéer. Inga underarter finns listade i Catalogue of Life.